# Wojciech Glabisz
Wojciech Glabisz (ur. 1954) – polski inżynier budownictwa. Absolwent z 1978 Politechniki Wrocławskiej. Od 2005 profesor na Wydziale Budownictwa
Lądowego i Wodnego Politechniki Wrocławskiej.